# Daemon X Machina
A Daemon X Machina third-person shooter akciójáték, melyet a Marvelous fejlesztett és jelentetett meg. A játék 2019. szeptember 13-án jelent meg Nintendo Switch, illetve 2020. február 13-án Windows platformokra.

## Játékmenet
A játékban a játékosok egy testre szabható avatárt irányíthatnak, aki egy Arsenal mechát vezet és azzal ellenséges mechák ellen veszi fel a harcot. A játékos avatárjának képességei és kinézete testre szabható a „Hangárban”, a játék elsődleges központi területén. A játékosok ugyanitt választhatják ki a következő küldetésüket. Miután a játékos elég sebzést visz be az ellenséges mecháknak, azok a földre kerülnek és a játékosok átkutathatják azt mecha-testrészek vagy fegyverek reményében. A játékban négyszemélyes kooperatív többjátékos mód is szerepel.

## Cselekmény
Miután egy hold felrobbant, meteoritzápor sújtotta a „Bolygót”, és a becsapódó meteoritek egy „femto” névre keresztelt különleges energiát árasztott ki magából, amely az emberiség ellen fordította a robotokat vezérlő mesterséges intelligenciát. A mechákat irányító „Kívülállók” csoportjának tagjai különleges képességekre tettek szert, miután érintkeztek a titokzatos energiával. A csapat tagjai az emberiség védelmezőiként veszik fel a harcot a „Halhatatlanok Fegyverei” (Arms of Immortals, AIs) elleni háborúban.

## Fejlesztés
A játék fejlesztése 2017 közepe tájékán indult meg. A játékot a Nintendo 2018-as E3-as sajtótájékoztatóján mutatták be. Cukuda Kenicsiró, az Armored Core 2, 3 és Silent Line: Armored Core mechajátékok producere került a játék producerének posztjába, míg Kozaki Júszuke felelt a szereplőkért, illetve Kavamori Sódzsi, a Macross franchise mechanikai tervezője a mechákért. 2019. február 14-én a Nintendo eShop felületén megjelentettek egy korlátozott ideig elérhető demót, hogy a játékosok javaslatait be tudják építeni a játékba. 2019. szeptember 4-én egy újabb demó is megjelent. A játéknak élénk színpalettája van, melyet azért választott a fejlesztőcsapat, hogy a játék vizuálisan tetszetős és egyedi legyen. A csapat a rock- és a metalzene elemeinek is nagy hangsúlyt adott a játék zenéjében, melyet Nakacuru Dzsunicsi és Hamamoto Rio Bandai Namco Entertainment-zenészek szereztek. A játék Nintendo Switch-verziója 2019. szeptember 13-án jelent meg világszerte, Japánban a Marvelous, míg azon kívül a Nintendo kiadásában. A Windows-átirat 2020. február 13-án jelent meg az Xseed Games gondozásában.

## Fordítás
- Ez a szócikk részben vagy egészben  a   Daemon X Machina című angol Wikipédia-szócikk ezen változatának fordításán alapul.  Az eredeti cikk szerkesztőit annak laptörténete sorolja fel. Ez a jelzés csupán a megfogalmazás eredetét és a szerzői jogokat jelzi, nem szolgál a cikkben szereplő információk forrásmegjelöléseként.